# الجامعة الافتراضية الباكستانية
الجامعة الافتراضية الباكستانية (باللغة الأوردية'''جامعہ مجازی پاکستان''')، والمعروفة أيضًا اختصارا باسم VU (في يو)، هي جامعة عامة تقع في المنطقة الحضرية. حيت المقر الرئيسي لجناح الحرم الجامعي، في طريق الدفاع، قبالة طريق راويند لاهور البنجاب، باكستان. تشجع الجامعة على تكنولوجيا المعلومات والاتصالات الحديثة.

## نظرة عامة
الجامعة الافتراضية هي أول جامعة في باكستان تعتمد بالكامل على تقنيات المعلوميات والاتصالات الحديثة. أنشئت في عام 2002 من قبل حكومة باكستان لتعزيز التعليم عن بعد في مجال تكنولوجيا المعلومات والاتصالات الحديثة كأهدافها الرئيسية، وتشتهر الجامعة بمحاضراتها على الإنترنت وبث برامج صارمة بغض النظر عن المواقع الجغرافية لطلابها. وهي معترف بها من قبل لجنة التعليم العالي (باكستان). تقدم الجامعة دورات البكالوريوس والدراسات العليا في إدارة الأعمال والاقتصاد وعلوم الكمبيوتر وتكنولوجيا المعلومات. نظرًا لاعتمادها الشديد على خدمة المحاضرات عبر الإنترنت، فإن الطلاب الباكستانيين المقيمين في الخارج في عدة بلدان أخرى في المنطقة مسجلون أيضًا في برامج الجامعة.

## الدرجات العلمية
تقدم الجامعة الأفتراضية برامج الشهادات التالية:

### برامج البكالوريوس أو الأجازة (4 سنوات)
- بكالوريوس علم الاجتماع
- بكالوريوس علوم الحاسوب
- بكالوريوس تكنولوجيا المعلوميات
- بكالوريوس هندسة البرمجيات
- بكالوريوس إدارة أعمال
- بكالوريوس إدارة عامة
- بكالوريوس إدارة
- بكالوريوس التسويق
- بكالوريوس في إدارة الأعمال وتكنولوجيا المعلومات (BBIT)
- بكالوريوس علوم الاتصال
- بكالوريوس علم نفس
- بكالوريوس تجارة
- بكالوريوس المحاسبة والمالية
- بكالوريوس العلوم المالية والمصرفية
- بكالوريوس في التربية (مع مرتبة الشرف.) الابتدائية
- بكالوريوس رياضيات
- بكالوريوس الاقتصاد
- بكالوريوس المعلوماتية الحيوية
- بكالوريوس التكنولوجيا الحيوية
- بكالوريوس الاقتصاد

### برامج البكالوريوس أو الأجازة (سنتان)
- البكالوريوس
- بكالوريوس (الاتصال الجماهيري)
- درجة البكالوريوس (علم النفس)
- بكالوريوس (علوم الكمبيوتر)
- بكالوريوس في الاقتصاد
- .بكالوريوس في التربية (الابتدائية)
- بكالوريوس (إدارة أعمال)
- درجة البكالوريوس (الرياضيات والإحصاء والاقتصاد)
- بكالوريوس (إدارة سلسلة التوريد)

### برنامج الشهادة جامعية (ADP 2 سنوات)
- شبكات الكمبيوتر
- نظام إدارة قواعد البيانات
- تصميم وتطوير المواقع
- إدارة الموارد البشرية
- إدارة العمليات
- المبيعات والتسويق
- إدارة سلسلة الامدادات

### برامج الماجستير (ماجستير / ماجستير 2 سنوات)
- ماجستير في علوم الحاسوب (MCS)
- ماجستير في تكنولوجيا المعلومات (MIT)
- ماجستير في إدارة الأعمال (ماجستير في إدارة الأعمال التنفيذي)
- ماجستير علم النفس التطبيقي
- ماجستير اقتصاديات
- ماجستير علم النفس التنظيمي
- ماجستير الاتصال الجماهيري
- ماجستير تدريس اللغة الإنجليزية (ELT)
- ماجستير في التجارة (M.Com)
- ماجستير في الإدارة العامة (MPA)
- ماجستير في اقتصاديات الأعمال (MBEcon)
- ماجستير المحاسبة
- ماجستير في المالية
- ماجستير المحاسبة والمالية
- ماجستير في العلوم المالية والمصرفية
- ماجستير في إدارة الموارد البشرية (MHRM)
- ماجستير في التشغيل وإدارة سلسلة التوريد

### برامج الماجستير (ماجستير / ماجستير 2 سنة)
- ماجستير الرياضيات
- ماجستير العلوم في الأقتصاد التحليلي / ماجستير أدارة الأعمال
- ماجستير المعلوماتية الحيوية
- ماجستير التكنولوجيا الحيوية
- ماجستير علم الوراثة
- ماجستير البيولوجيا الجزيئية
- ماجستير الفلسفة في التربية (القيادة التربوية والإدارة)
- ماجستير الكمبيوتر
- ماجستير علم الحيوان

### برامج الدكتوراه
- دكتوراه علوم الحاسوب
- دكتوراه التكنولوجيا الحيوية

## الجامعات
منذ تأسيسها في عام 2002، وسعت الجامعة الأفتراضية عملياتها لتصل إلى أكثر من مائة مدينة في جميع أنحاء البلاد مع أكثر من 190 مؤسسة مرتبطة توفر دعم البنية التحتية للطلاب.
الجامعة الافتراضية لديها نوعان من الجامعات. النوعية الأولى هي بناياتها الخاصة والتي تسمى مكاتبها. يقع مكتبها الرئيسي في لاهور. أما الجامعات الأخرى فتسمى الجامعات الافتراضية الخاصة (PVC)  وتديرها المنظمات الخاصة (المعروفة أكثر باسم الجامعات التابعة).

## طريقة التدريس عن بعد
الجامعة الأفتراضية هي واحدة من جامعتين الباكستانية التي تقدم التعليم عن بعد (الأولى هي جامعة علامة إقبال المفتوحة). يمكن للطلاب الحصول على المحاضرات بالدخول لموقع الجامعة.
- الدفعة الأولى من 500 طالب بدأت الدراسة. 26 مارس 2002
- الميثاق الإتحادي منحته حكومة باكستان. 1 سبتمبر 2002
- الجامعة الأفتراضية بدأت البث عبر قنوات التلفزيون الخاصة به VTV1 (القناة الأفتراضية الأولى) و VTV2. 15 (القناة الأفتراضية الثانية) يونيو 2004
- تم اختيارالجامعة الأفتراضية كمعهد تنسيق لمشروع ممول من IDRC (مركز البحت والتطوير الدولي) وبمشاركة من عدة بلدان. 1 مارس 2005 [9]
- الجامعة الأفتراضية تضع محاضرات على يوتيوب نوفمبر 2005 [10]
- إطلاق برامج الماجستير في علوم الحاسوب وتكنولوجيا المعلومات وفي إدارة الأعمال و. في 6 مارس 2006
- إطلاق قناتين تلفزيونيتين جديدتين VTV3 و VTV4. في 26 سبتمبر 2006
- الجامعة الأفتراضية تصبح عضواً في اتحاد إذاعة آسيا والمحيط الهادئ (ABU). في 7 نوفمبر 2006
- اتفاقية بين الجامعة الأفتراضية و (Ujala) (يوجلة) التابعة لتلفزيون دبي لبث برامج الجامعة الأفتراضية. في 30 نوفمبر 2006 .
- اتفاقية الجامعة الأفتراضية مع جامعة العلوم البيطرية والحيوانية لتقديم برنامج البكلوريوس (BS) الحيوي للمعلوماتية المشترك. 25 مايو 2007
- إطلاق برنامج MS (الإم سي) في علوم الكمبيوتر. خريف 2007
- إطلاق بكلوريوس في الأقتصاد وعلم الكمبيوتر والتربية (BA B.Com. B.Sc) (برامج لمدة عامين). خريف 2009 "
- الجامعة الأفتراضية تطلق نظام إدارة التعلم (LMS) الداخلي وتطوير نظم المعلومات الإدارية الأخرى بواسطة قسم تكنولوجيا المعلومات. ربيع 2009
- عقدت الجامعة الافتراضية في باكستان أول ندوة لها يوم الثلاثاء 18 مايو 2010 في وقت واحد في بيشاور وروال بندي ولاهور وجامشورو وكراتشي وكويتا.
- الجامعة الافتراضية في باكستان حاصلة على أعلى فئة "W" من قبل جهاز التعليم العالي (الباكستاني) HEC .
- جهاز التعليم العالي يوضح في 28 أيار (مايو) 2013 الغموض الذي أحدثته بعض الصحف بين طلاب الجامعة الافتراضية وعامة الناس. وبالتالي، أكد الجهاز على مكانة الجامعة كمؤسسة للتعليم عبر الإنترنت والتعليم عن بعد في البلاد.